# زاکاریاس تالروث
زاکاریاس تالروث (به انگلیسی: Zakarias Tallroth) کشتی‌گیر کشور سوئد است. از افتخارات این کشتی‌گیر می‌توان به کسب مدال برنز مسابقات قهرمانی کشتی جهان ۲۰۱۵ اشاره کرد.